# Telling Lies (videogioco)
Telling Lies (stilizzato come telling l!es) è un film interattivo sviluppato da Sam Barlow e Furious Bee e pubblicato da Annapurna Interactive nell'agosto 2019 per Microsoft Windows e iOS. Le conversioni per PlayStation 4, Xbox One e Nintendo Switch sono stati distribuite nell'aprile 2020. Come per il titolo precedente di Barlow, Her Story, il gioco utilizza video live action full-motion di quattro persone (interpretate da Logan Marshall-Green, Alexandra Shipp, Kerry Bishé e Angela Sarafyan) che effettuano delle videochiamate tra loro. Il giocatore dovrà utilizzare gli strumenti forniti dal gioco per mettere insieme gli eventi e quali dichiarazioni potrebbero essere bugie per determinare il mistero generale.

## Trama
Nel 2019, Karen Douglas, ex agente dell'FBI, torna nel suo appartamento a mezzanotte per accedere a un'unità USB sul suo computer, guardando i video su di essa cercandoli usando parole chiave.
I video raccontano la storia di David Smith, un agente dell'FBI. Durante il 2017 e il 2018, David è stato un agente speciale sotto copertura supervisionato da un agente di nome Mike, che lavorava a un caso dal nome in codice Green Dagger. Lo scopo dell'operazione era indagare su potenziali atti di terrorismo da parte di gruppi ambientalisti. L'obiettivo principale dell'operazione era un gruppo chiamato "Green Storm", guidato da un attivista di nome Riordan. Per infiltrarsi in questo gruppo, David si sarebbe infiltrato in una squadra più piccola, il "Gruppo Organizzativo".
L'obiettivo principale del gruppo organizzativo era una società a Detroit, Michigan, chiamata Prosperen, che desiderava costruire impianti di gas naturale nell'area, incluso un gasdotto che gli attivisti credevano avrebbe inquinato la fonte d'acqua. David si avvicinò a uno dei membri del gruppo, una donna di nome Ava, e sviluppò una relazione romantica con lei, venendo infine invitato al gruppo organizzativo.
Il gruppo organizzativo era guidato da 4 persone: Eric, Chris, Peter e Simon. Simon era segretamente un agente di Black Kite che forniva informazioni all'FBI, un accordo sul quale David era scontento perché riteneva che Simon non fosse professionale. Quando David si è ingraziato il gruppo, ha scoperto che Peter aveva precedentemente dormito con Ava mentre lei era minorenne, l'aveva drogata e aveva filmato i loro rapporti. David attacca brutalmente Peter, ricevendo un rimprovero dall'FBI e facendo arrabbiare Ava. Nonostante ciò, continua a utilizzare un contatto del suo passato di nome Harry per acquisire farmaci che fa ricadere su Peter, incastrandolo.
Man mano che David diventa sempre più nervoso, incastra Simon come una spia della Black Kite. Queste azioni e la sua crescente vicinanza ad Ava allarmano Mike, ma impressionano Eric. David invita Riordan e il gruppo organizzativo a una riunione sulla sua barca, per discutere i piani per interrompere il movimento su un ponte chiave vitale per i piani di Prosperen. Mentre è sulla barca, Ava rivela di essere incinta del figlio di David.
Una nuova spia di Black Kite si infiltra in Green Storm e David si coordina con lui per cercare di intrappolare Riordan in un attacco diretto al ponte precedentemente menzionato. Tuttavia, durante una riunione, la spia non segue il copione e il discorso di David non è ben accolto. Un David frustrato chiama Mike e scopre che Mike, insieme a Black Kite, ha deciso di tenere a bada Green Storm e di arrestare il gruppo organizzativo, inclusa Ava. David si oppone a questo, ma non riesce a persuadere Mike, che gli dice di porre fine alla sua infiltrazione.
Il gruppo organizzativo viene quindi arrestato, inclusa Ava, che è in chiamata con David quando si verifica l'arresto. David si arrabbia con Mike, ma Mike nota che David aveva nascosto informazioni, inclusa la gravidanza di Ava. David cerca di continuare a incontrarsi con il gruppo organizzativo, ma Karen Douglas, che era il suo supervisore sul campo, irrompe nel tentativo di fornirgli una copertura per andarsene. David è furioso con Karen, ma dopo qualche discussione con Mike, accetta di ritirarsi. Ava ha il cuore spezzato per l'improvvisa scomparsa di David e indignata per la sua decisione di lasciarle dei soldi.
Nel frattempo, David ha altri problemi con la sua famiglia, sua moglie Emma e la figlia Alba. Mentre David era sotto copertura, la madre di Emma, Laura, si trasferì. Durante la missione di David, Laura sviluppò la demenza e morì, nonostante le cure mediche di Steven, un anestesista assunto dalla coppia. Inoltre, viene rivelato che quando David era l'allora fidanzato di Emma, uccise Paul, l'ex fidanzato violento di Emma, con Emma come complice riluttante.
Per far fronte allo stress della missione, David aveva conversazioni regolari con una prostituta di nome Maxine Williams, che gestiva una chat room con webcam utilizzando diversi nomignoli. David pagava per le conversazioni e nel tempo ha condiviso storie personali con Maxine, inclusa la sua identità e il suo rapporto con Emma e Ava. Mentre la sua vita va in pezzi, David, credendo di avere una vera connessione con Maxine, cerca di connettersi con lei. Prima lo banna e poi, quando continua a tornare, rivela che tutto quello che sa di lei è una bugia e che ha registrato tutte le loro conversazioni e le rilascerà se continua a seguirla.
David decide di rintracciarla, individuandola con l'aiuto di Harry. Maxine è preparata, ha già pubblicato i video e spara a David a una gamba, con la polizia che arriva poco dopo. Questo distrugge il suo rapporto con sua moglie, che aveva avuto paura del suo comportamento.
David inizia a vivere da solo, estraniato sia da sua moglie che da Ava. Cerca di riconnettersi con loro, ma entrambi lo rifiutano. Alla fine David crolla e decide di suicidarsi facendo esplodere una bomba sulla sua barca, distruggendo potenzialmente anche il ponte.
Dopo aver esaminato i video, Karen li fa volontariamente trapelare online. Distrugge il disco rigido del suo computer, aggira gli agenti dell'FBI nella zona e va sul tetto, fumando una sigaretta e godendosi l'alba.
La scena a metà dei titoli di coda mostra il destino di una delle tre donne (Emma, Ava o Maxine), a seconda dei video che il giocatore ha visto. Sia Emma che Ava passano a una nuova vita senza David e continuano a crescere le loro figlie. Maxine lascia il suo posto a Cleveland, Ohio e decide di aprire un'agenzia di cam girl a New York, diventando una scrittrice con storie di crimini con "forti protagoniste femminili".

## Modalità di gioco
Barlow descrive Telling Lies come un "thriller per desktop" come Her Story, in cui il giocatore viene coinvolto in un dramma che viene riprodotto attraverso clip video archiviate e altre informazioni presentate sul desktop di un computer virtuale.  Telling Lies fornisce al giocatore numerosi segmenti video che nella narrativa del gioco coprono un periodo di due anni e che sono stati memorizzati su un disco rigido rubato preso la National Security Agency. Il giocatore ha la possibilità di cercare le centinaia di segmenti video su parole chiave per mettere insieme timeline, eventi e interazioni, il tutto per cercare di capire perché le quattro persone centrali sono state oggetto di sorveglianza elettronica, nonché la natura e il ruolo del personaggio-giocatore in questi eventi; questo personaggio, femminile, può essere visto in un riflesso virtuale dello schermo del computer nel gioco. Tuttavia, questi clip forniscono solo il video e l'audio da un lato della conversazione, richiedendo al giocatore di determinare quali clip possono corrispondere agli altri partecipanti, nonché potenziali interazioni con circa altre 30 persone. I giocatori possono scorrere avanti e indietro all'interno dei segmenti, evidenziare determinate parole nei sottotitoli del video da utilizzare come ricerca e tenere note all'interno di un blocco note di gioco. Il giocatore ha solo un periodo di tempo limitato all'interno di una singola riproduzione per scansionare il materiale dal disco rigido e dovrebbe ricominciare da zero (perdendo tutte le note e i segnalibri) se vuole vedere di più. Barlow ha stimato che il contenuto di Telling Lies è da quattro a cinque volte più lungo di Her Story. Ci sono tre diversi finali che il giocatore può raggiungere durante il gioco, a seconda dei video del personaggio che ha esplorato più frequentemente.

## Sviluppo
Il lavoro di Barlow su Telling Lies è iniziato nel gennaio 2016 come un "successore spirituale" di Her Story, con una narrazione non correlata al primo gioco, sebbene abbia continuato a utilizzare il video full-motion come elemento centrale del gameplay. Alcuni lo avevano spinto a realizzare un sequel diretto di Her Story creando un altro mistero di omicidio e mettendo in atto un altro attore, Barlow voleva qualcosa che fosse più rischioso, utilizzando gli aspetti di Her Story cui il giocatore apprende informazioni sul principale personaggio attraverso le clip. È arrivato al concetto di sorveglianza elettronica come tema centrale in parte essendo lui stesso un genitore e volendo tenere traccia delle attività online di suo figlio pre-adolescente. Nel documentarsi sui metodi di sorveglianza utilizzati dalla National Security Agency e dall'MI5, Barlow ha letto il programma Optic Nerve e ha scoperto che aveva molte somiglianze con Her Story, inclusa la capacità di cercare video e audio memorizzati tramite parole chiave. 
Nel luglio 2017, Barlow ha annunciato che il gioco, intitolato Telling Lies, avrebbe caratterizzato da tre a quattro personaggi chiave. Ha descritto il gioco come una combinazione dei film The Conversation (1974) e Shame (2011). Il gioco è stato pubblicato da Annapurna Interactive e le riprese del gioco dovevano iniziare alla fine del 2017 o all'inizio del 2018. Per le riprese, Barlow voleva che le conversazioni tra i personaggi sembrassero naturali, filmando idealmente entrambi gli attori mentre conversavano ma da luoghi diversi. Per ottenere ciò, sono stati in grado di affittare un complesso che aveva un numero di case ed edifici diversi che potevano far apparire come i diversi luoghi richiesti nella sceneggiatura, comprese le scene in cui si stavano muovendo per il complesso. In questo modo, gli attori hanno registrato le loro battute nelle loro posizioni separate durante le chiamate in videoconferenza, con Barlow e altri registi che correvano tra i set secondo necessità per fornire la direzione. Le riprese sono state eseguite principalmente in ordine cronologico della storia narrativa, con oltre 100 ore di riprese catturate. Solo una decina di ore sono state utilizzate per il gioco stesso.